# Kanarischer Drachenbaum
Der Kanarische Drachenbaum (Dracaena draco) auch Drachenbaum, Drachenblutbaum, ist der bekannteste Vertreter der Gattung Drachenbäume (Dracaena), die zur Familie der Spargelgewächse (Asparagaceae) gehört. Das Artepitheton draco bedeutet ‚Drache‘.

## Beschreibung

### Vegetative Merkmale

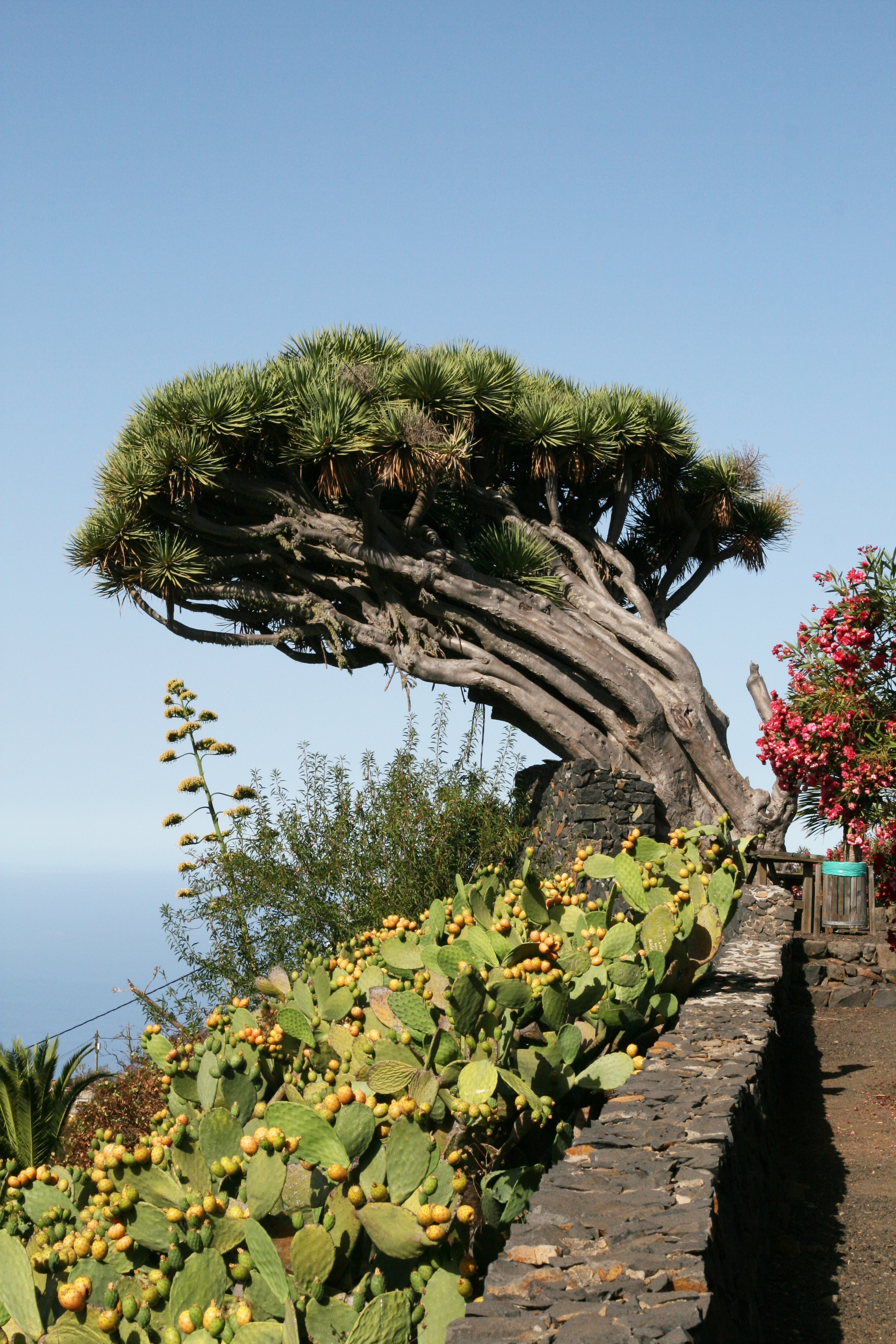
Drachenbaum von Puntagorda

Der Kanarische Drachenbaum wächst baumförmig, hat wie alle Einkeimblättrigen (Liliopsida) jedoch kein echtes sekundäres Dickenwachstum, was eine Voraussetzung für ein echtes Baumwachstum wäre. Die Pflanze erreicht Wuchshöhen bis zu 20 Metern. Junge Bäume haben einen dicken, grauen Stamm und können bis zu beträchtlicher Größe unverzweigt bleiben. Die Laubblätter stehen in einem Schopf am Ende der Äste. Sie sind schwertförmig, hell- bis dunkelgrün, am Grund rotbraun und werden 50 bis 60 cm lang. Sie sind steif und lang überhängend.

### Generative Merkmale

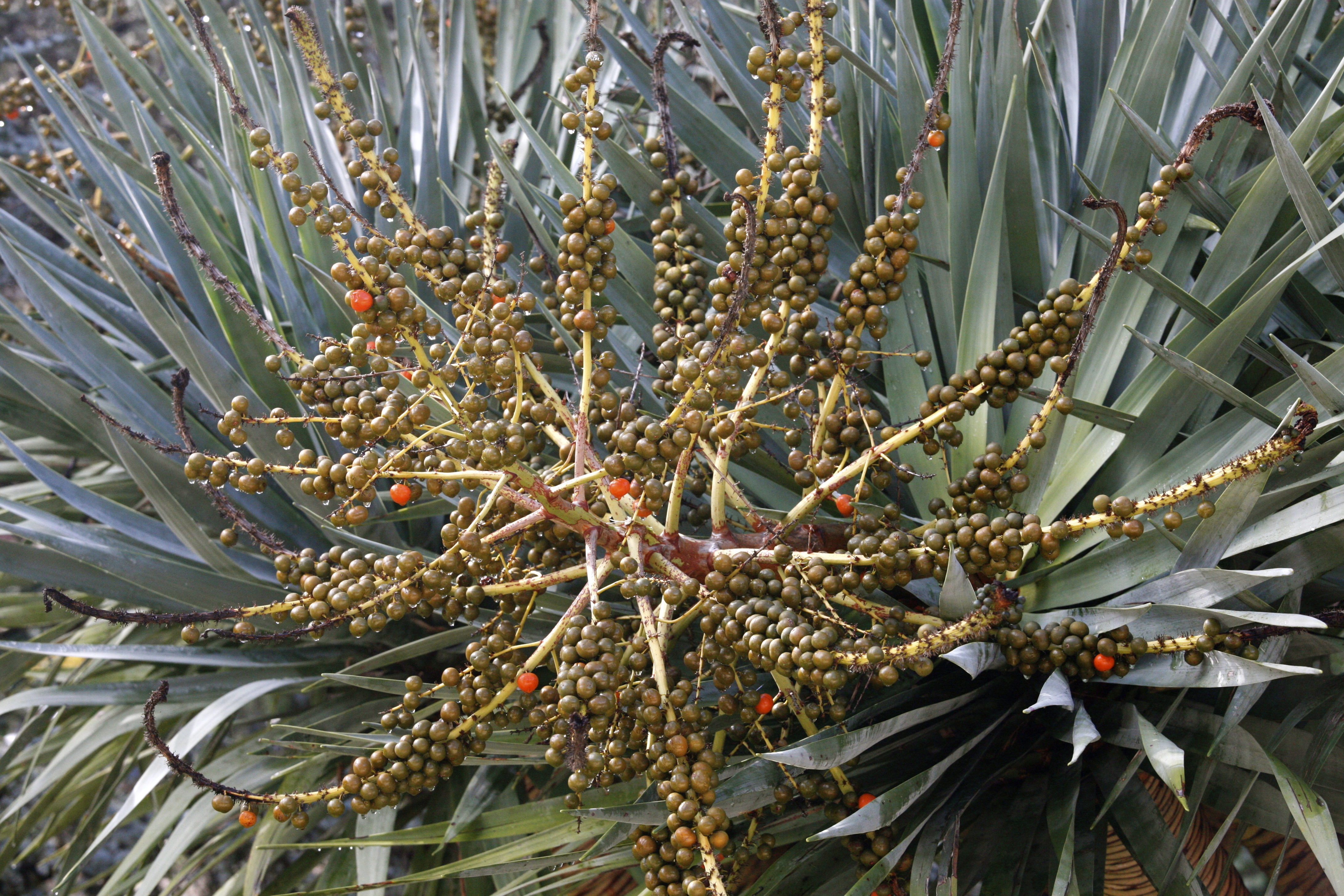
Fruchtstand eines Kanarischen Drachenbaums

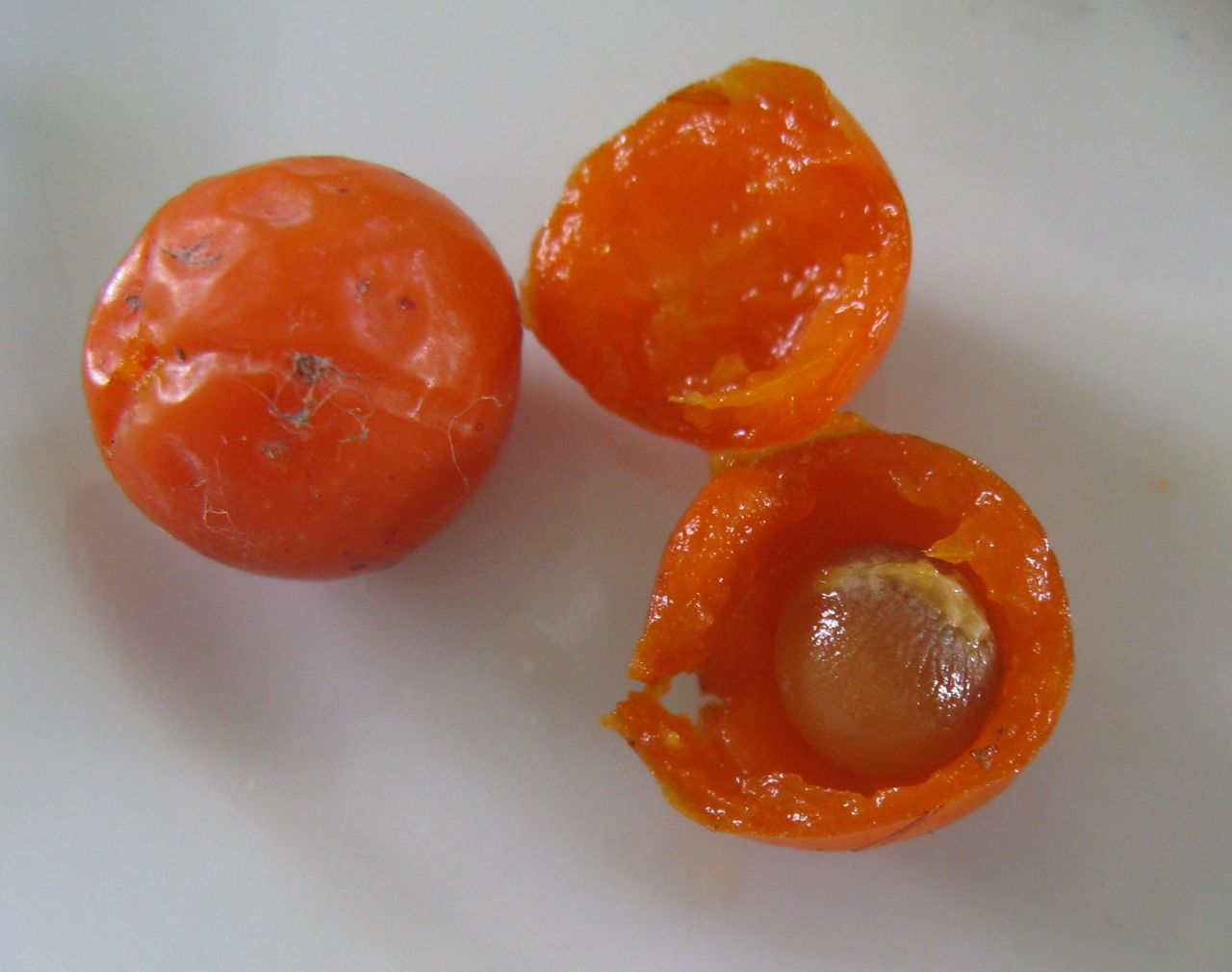
Früchte

Nach acht bis elf Jahren erscheint endständig die erste Blütenrispe. An ihren Ästen stehen gebüschelt grünlich-weiße, sechszählige Blüten und später braunorange Beeren. Blütezeit ist von Juli bis August, wobei etwa alle 15 Jahre eine Blühperiode einsetzt. Unterhalb des Blütenstandes entstehen dann wirtelig angeordnete Verzweigungen der dicklichen Äste, die schließlich zu den charakteristischen Schirmkronen älterer Bäume führen.

### Chromosomenzahl
Die Chromosomenzahl beträgt 2n = 40.

## Vorkommen

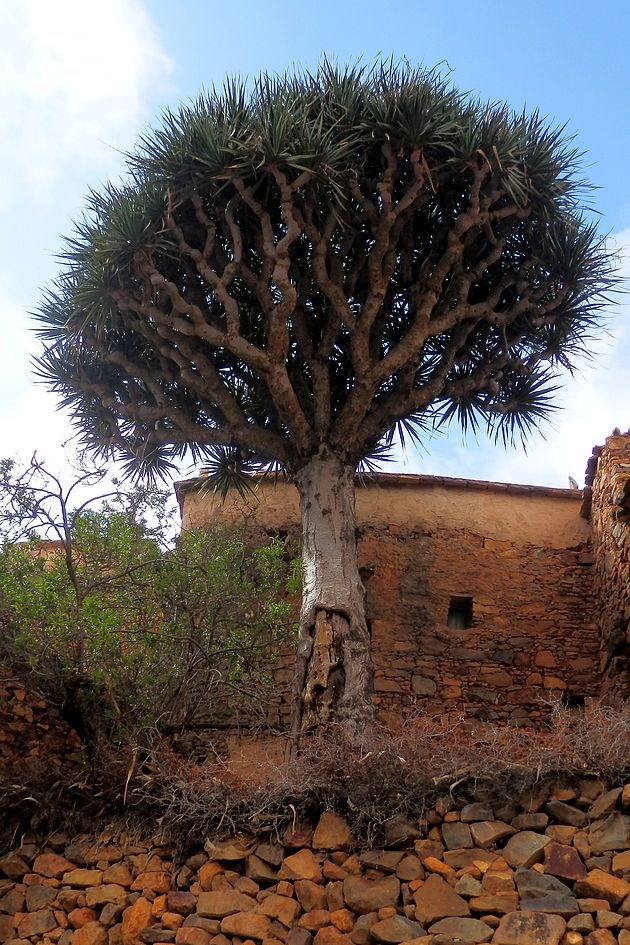
Marokkanischer Drachenbaum beim Dorf Ajgal

Der Kanarische Drachenbaum ist ein nordafrikanisch-makaronesischer Endemit. Sein Verbreitungsgebiet umfasst somit die Kanarischen Inseln, die Kapverdischen Inseln, Madeira und den westlichen Teil des Antiatlas in Marokko. Wild wachsende Pflanzen sind selten und mitunter nur an schwer zugänglichen Felsen und in Schluchten zu finden.
Die Pflanze wird häufig auf den Kanaren und Regionen mit subtropischem Klima als Zierbaum in Gärten und Parks gepflanzt, in Europa gehört er zur Sammlung von Botanischen Gärten.
Einer der bekanntesten Drachenbäume, der Drago Milenario, wächst in Icod de los Vinos auf Teneriffa und wird oft als 1000-jähriger Drachenbaum bezeichnet. Unter Berücksichtigung der Verzweigungsfolge und der Abstände der Blühperioden ist für dieses Exemplar jedoch lediglich ein Alter von 400 Jahren anzunehmen.
Die größten Vorkommen wild wachsender Drachenbäume gibt es neben Teneriffa auf der Kanareninsel La Palma. Außer einer Kolonie im Barranco de Buracas (bei Las Tricias) ist auch der etwa 30 Individuen zählende Drachenbaumwald in La Tosca bei Barlovento bekannt. Außergewöhnlich sind u. a. der Zwillingsdrachenbaum (span. Los Dragos Gemelos) in San Isidro sowie der Drachenbaum von Puntagorda.
Weitere bedeutende Exemplare finden sich auf Gran Canaria in Pino Santo sowie in Gáldar ein im Innenhof des Rathauses (Casas Consistoriales) im Jahr 1719 gepflanzter Baum. Einziges wild wachsendes Exemplar auf La Gomera ist der Drachenbaum von Agalán.
Auf Madeira steht im Jardim Núcleo dos Dragoeiros das Neves eine Gruppe hundertjähriger Drachenbäume.
Die Art ist das Natursymbol der Insel Teneriffa.

## Systematik
Es gibt zwei Unterarten:
- Dracaena draco subsp. ajgal Benabid & Cuzin: Sie kommt im südwestlichen Marokko vor.[11]
- Dracaena draco subsp. draco: Sie kommt auf den Kanaren und Madeira und früher auch auf den Kapverdischen Inseln vor.[11]

## Gefährdung
Dracaena draco wird in der Roten Liste gefährdeter Arten der IUCN als „Vulnerable (VU)“, d. h. gefährdet, eingestuft.

## Namensherkunft
Der botanische Gattungsname Dracaena stammt von dem griechischen Wort drákaina und bedeutet weiblicher Drache. Für die Namensherkunft existieren unterschiedliche Theorien.
Einerseits wird der Name darauf zurückgeführt, dass abgebrochene Triebe meist erneut austreiben und in einer Verzweigung zwei oder mehr Triebe bilden, ähnlich einem Drachen, dem nach dem Abschlagen eines Kopfes mehrere neue Köpfe wachsen. Andererseits tritt bei Verletzungen des Stammes ein zunächst farbloser Saft aus, der an der Luft zu einem dunkelroten Harz gerinnt. Dieses Harz wird auch „Drachenblut“ genannt.

## Nutzung

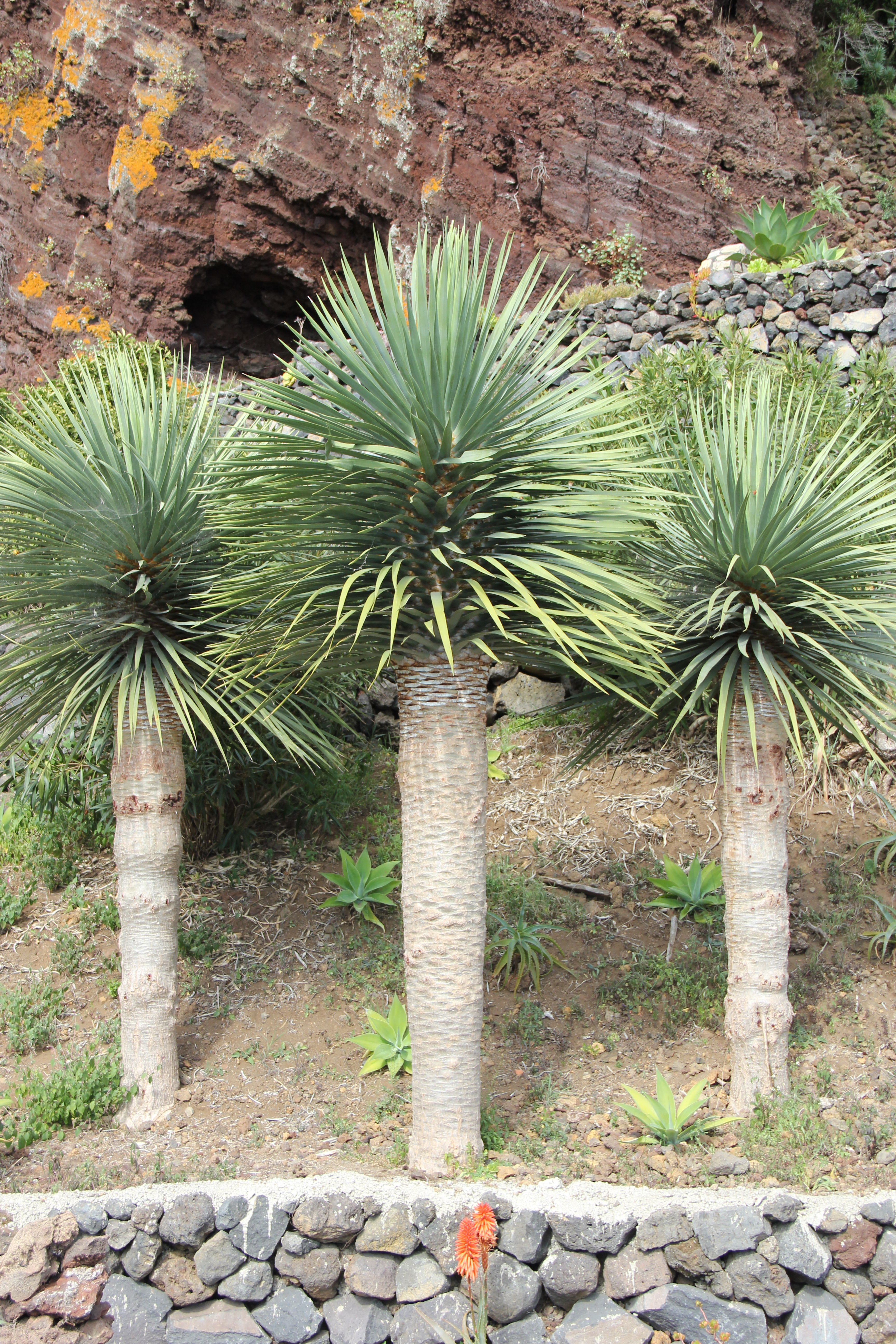
Junge Kanarische Drachenbäume

Die Altkanarier, die Ureinwohner der Kanarischen Inseln, benutzten das Harz zur Heilung von Knochenbrüchen und bei anderen Verletzungen, aber auch zur Mumifizierung ihrer Toten. Im Mittelalter war „Drachenblut“ so wertvoll wie Gold, da auch die spanischen Eroberer die heilsame Wirkung des harzigen Stoffes erkannten. Im 19. Jahrhundert wurde es als Zusatz für Zahncreme benutzt, da es im Ruf stand, Zähne und Zahnfleisch gesund zu erhalten. Weiterhin wurde es für Lacke und Polituren, unter anderem im Geigenbau und zur Haltbarmachung von Holz an Gebäuden verwendet. Die typische dunkle Färbung der Holzbalkone und Türen beruhte ursprünglich darauf.
Aus der Art wird das Drachenblutharz gewonnen. Normalerweise wird das „Drachenblut“ wie Kautschuk abgezapft. Dies war jedoch oft zu mühsam, deshalb wurden die Drachenbäume oft gefällt. Dieser Kahlschlag aus wirtschaftlichen Gründen ist dafür verantwortlich, dass der Drachenbaum vom Aussterben bedroht war.

## Belege